# Magura (1125 m)
Magura (1125 m) – szczyt w grupie górskiej Wielkiej Fatry w Karpatach Zachodnich na Słowacji. Wznosi się w miejscowości Donovaly. Stoki południowe i wschodnie dość stromo opadają do głębokiej Doliny Korytnickiej (Korytnická dolina), którą spływa potok Korytnica. Stoki północne opadają do równie głębokiej doliny Žarnovka, która spływa potok zasilający Korytnicę. Stoki wschodnie opadają na wypłaszczenie, w którym znajdują się zabudowania miejscowości Donovaly. 
Magura jest całkowicie porośnięta lasem. Pocięta jest siecią leśnych dróg stokowych. Jedną z tych dróg, która okrąża całą Magurę, poprowadzono ścieżkę dydaktyczną i szlak turystyki narciarskiej (Donovaly to wielkie centrum narciarskie). Jedyne widokowe polany znajdują się na wschodnim grzbiecie.